# Mattis Stenshagen
Mattis Stenshagen (13 agosto 1996) è un fondista norvegese.

## Biografia
Stenshagen, attivo dal novembre del 2012, ha vinto la medaglia d'oro nella staffetta e quella d'argento nella 15 km ai Mondiali juniores di Râșnov 2016; in Coppa del Mondo ha esordito nella 30 km disputata a Lillehammer il 4 dicembre 2016 (31º) e ha ottenuto il primo podio nella staffetta di Oberhof del 21 gennaio 2024 (3º). Non ha preso parte a rassegne olimpiche o iridate.

## Palmarès

### Mondiali juniores
- 2 medaglie:
  - 1 oro (staffetta a Râșnov 2016)
  - 1 argento (15 km a Râșnov 2016)

### Coppa del Mondo
- Miglior piazzamento in classifica generale: 39º nel 2024
- 2 podi (1 individuale, 1 a squadre):
  - 2 terzi posti